# Norbert Lange
Norbert Lange (* 29. Oktober 1978 in Gdynia, Polen) ist ein deutscher Schriftsteller. Er lebt in Berlin.

## Leben
Der in Polen geborene Norbert Lange wuchs in Lahnstein im Rheinland auf. Er studierte Kunstgeschichte, Philosophie und Judaistik in Berlin. Von 2002 bis 2006 studierte er am deutschen Literaturinstitut in Leipzig. Lange arbeitete als Redakteur der Literaturzeitschrift radar. Gemeinsam mit Tobias Amslinger und Léonce W. Lupette gründete er die Internet-Literaturzeitschrift karawa.net. Er ist Gründungsmitglied der Lyrikknappschaft Schöneberg. 2009 und 2010 moderierte er das kollektive Schreibprojekt eMultipoetry. Er lebt und arbeitet als Lyriker, Essayist und Übersetzer in Berlin.

## Werke
- Rauhfasern. Gedichte. Lyrikedition 2000, München 2005, ISBN 978-3-86520-153-9.
- Das Geschriebene mit der Schreibhand. Aufsätze. Reinecke & Voß, Leipzig 2010, ISBN 978-3-9813470-2-9.
- Das Schiefe, das Harte und das Gemalene. Gedichte. Luxbooks, Wiesbaden 2012, ISBN 978-3-939557-66-1.
- Unter Orangen. Gedichte. Wunderhorn, Heidelberg 2021, ISBN 978-3-88423-655-0.

Übersetzungen
- Tim Turnbull: Es Lebt! Gedichte (zusammen mit Norbert Hummelt, Birgit Kempker, Ulf Stolterfoht, Hans Thill und Jan Wagner). Roughbooks, Weil am Rhein 2009, ISBN 978-3-938767-58-0.
- John Ashbery: Ein weltgewandtes Land, Gedichte, zweisprachig (zusammen mit vielen anderen Übersetzern). luxbooks, Wiesbaden, 2010, ISBN 978-3-939557-26-5.
- Kevin Prufer: Wir wollten Amerika finden. Ausgewählte Gedichte (zusammen mit Susanna Mewe). Luxbooks, Wiesbaden 2011, ISBN 978-3-939557-46-3.
- George Oppen: Die Rohstoffe / The Materials. Gedichte, zweisprachig, mit einem Nachwort von Paul Auster und Anmerkungen des Übersetzers. Luxbooks, Wiesbaden 2012, ISBN 978-3-939557-66-1
- Charles Bernstein: Angriff der Schwierigen Gedichte, zusammen mit Tobias Amslinger, Léonce W. Lupette und Mathias Traxler. Luxbooks, Wiesbaden, 2014, ISBN 978-3-939557-88-3.
- Jerome Rothenberg: Khurbn. Gedichte, zweisprachig, zusammen mit Barbara Felicitas Tax. Wunderhorn, Heidelberg 2017, ISBN 978-3-88423-576-8.
- Jerome Rothenberg: Polen/1931. Gedichte, zweisprachig. Roughbooks, Schupfart 2019, ISBN 978-3-906050-42-3.
- Jerome Rothenberg: Rituale & Events. hochroth, Berlin 2019, ISBN 978-3-903182-28-8.
- Jerome Rothenberg: A Seneca Journal. Gedichte, zweisprachig. Moloko Print, Schönebeck 2022, ISBN 978-3-948750-30-5.
- Veronica Forrest-Thomson: Sternzeichen Schütze. Gedichte, zweisprachig. Roughbooks, Schupfart 2022, ISBN 978-3-906050-92-8.

Herausgaben
- Bernhard Koller, „Zusammenhänge“. Lyrikedition 2000, 2008, ISBN 978-3-86520-345-8.
- mit Gerd Schäfer und Norber Wehr: Charles Olson, Gloucester/Massachusetts. Rigodon Verlag, Essen 2011 (= Schreibheft. Nr. 77).
- Problems of Horror and Photographing the Ideal – Sechs britische Widerstandsnester, Teil 1 und Teil 2. Rigodon Verlag, Essen 2012 (= Schreibheft. Nr. 79/80).
- Total Translation, Jerome Rothenberg, Ethnopoet. Rigodon Verlag, Essen 2014 (= Schreibheft. Nr. 82).
- mit Aurelie Maurin: Weiße Flecken. Der Dichter Emmanuel Hocquard. Rigodon Verlag, Essen 2015 (= Schreibheft. Nr. 84).
- mit Aurelie Maurin: Ausser sich die Poesie. Sechs französische Sabotagen. Rigodon Verlag, Essen 2015 (= Schreibheft. Nr. 85).
- Metonymie. Verlagshaus J. Frank, 2013, ISBN 978-3-940249-58-6.
- Andrew Duncan, Radio Vortex. Brueterich Press, Berlin 2016, ISBN 978-3-945229-11-8.

## Auszeichnungen
- 2006 Stipendium Wiepersdorf
- 2009 Stipendium Künstlerhaus Edenkoben
- 2012 Fellowship auf der Raketenstation Hombroich
- 2013 Heimrad-Bäcker-Preis (Förderpreis)[2]
- 2013 Stadtschreiber in Tampere (Finnland, Goethe-Institut)
- 2014 Arbeitsstipendium für Schriftsteller der Kulturverwaltung des Berliner Senats[3]
- 2015 Preis der Stadt Münster für internationale Poesie (als Übersetzer von Charles Bernstein)[4]
- 2015 Stadtschreiber in Namur (Belgien) Gast des Printemps Poetique Transfrontalier 2015
- 2016 Mitglied der Jungen Akademie der Wissenschaften und der Literatur in Mainz
- 2018 Deutscher Übersetzerfonds - Exzellenzstipendium für Übersetzungsprojekte[5]
- 2022 Werkstipendium des Deutschen Literaturfonds[6]